# Рокі-Ридж (Юта)
Рокі-Ридж (англ. Rocky Ridge) — місто (англ. town) в США, в окрузі Джуеб штату Юта. Населення — 848 осіб (2020).

## Географія
Рокі-Ридж розташоване за координатами 39°55′2″ пн. ш. 111°49′39″ зх. д. / 39.91722° пн. ш. 111.82750° зх. д. (39.917254, -111.827635).  За даними Бюро перепису населення США в 2010 році місто мало площу 5,50 км², уся площа — суходіл. В 2017 році площа становила 4,44 км², уся площа — суходіл.

## Демографія
Згідно з переписом 2010 року, у місті мешкали 733 особи в 116 домогосподарствах у складі 109 родин. Густота населення становила 133 особи/км².  Було 129 помешкань (23/км²).
Расовий склад населення:
| - 98,9 % — білих |

До двох чи більше рас належало 0,7 %. Частка іспаномовних становила 3,1 % від усіх жителів.
За віковим діапазоном населення розподілялося таким чином: 63,6 % — особи молодші 18 років, 35,0 % — особи у віці 18—64 років, 1,4 % — особи у віці 65 років та старші. Медіана віку мешканця становила 12,9 року. На 100 осіб жіночої статі у місті припадало 86,0 чоловіків;  на 100 жінок у віці від 18 років та старших — 65,8 чоловіків також старших 18 років.
Середній дохід на одне домашнє господарство  становив 66 871 долар США (медіана — 53 036), а середній дохід на одну сім'ю — 60 226 доларів (медіана — 43 750). Медіана доходів становила 34 583 долари для чоловіків та 20 000 доларів для жінок. За межею бідності перебувало 35,4 % осіб, у тому числі 43,2 % дітей у віці до 18 років та 0,0 % осіб у віці 65 років та старших.
Цивільне працевлаштоване населення становило 400 осіб. Основні галузі зайнятості: виробництво — 35,0 %, освіта, охорона здоров'я та соціальна допомога — 14,8 %, будівництво — 12,8 %, науковці, спеціалісти, менеджери — 11,3 %.